# Bommasandra, Kolar
Bommasandra là một làng thuộc tehsil Kolar, huyện Kolar, bang Karnataka, Ấn Độ.